# Edgar Lacey
Edgar Lacey (Los Angeles, 2 agosto 1944 – West Sacramento, 22 marzo 2011) è stato un cestista statunitense, professionista nella ABA.

## Carriera
Venne selezionato dai Boston Celtics al settimo giro del Draft NBA 1967 (76ª scelta assoluta) e dai San Francisco Warriors al quarto giro del Draft NBA 1968 (43ª scelta assoluta).

## Palmarès
- 2 volte campione NCAA (1965, 1968)